# Oh, Ramona!
Oh, Ramona! este un film românesc de comedie romantică din 2019 regizat de Cristina Jacob. Filmul este bazat pe un roman umoristic pentru tineret din 2015 scris de autorul român Andrei Ciobanu, care a co-scris scenariul alături de Alex Coteț și Cristina Jacob. Rolurile principale sunt interpretate de Aggy K. Adams, Bogdan Iancu și Holly Horne. 
Filmul a avut premiera inițială pe 14 (15) februarie 2019 și a fost lansat pe Netflix la 1 iunie 2019.

## Prezentare
Filmul urmărește transformarea lui Andrei dintr-un adolescent într-un adult care-și trăiește candid și autoironic prima poveste de dragoste, inocentă și neîmpărtășită, în alternanță cu a doua poveste, intensă și nebunească, incapabil să facă o alegere.

## Distribuție
- Aggy K. Adams - Ramona
- Bogdan Iancu - Andrei
- Holly Horne - Anemona
- Leonardo Boudreau - Silviu
- Melanie Ebanks - Carla
- Andromeda Godfrey - mama lui Andrei
- Andrei Ciobanu - barman la hotel
- Alex Coteț - barman 2
- Kate Batter - sora Ramonei
- Laura Giurcanu - fată
- Gina Pistol - fată 2
- Andrei Tiberiu Maria (Smiley) - polițist
- Felicia Donose (Feli) - polițistă

## Primire
A avut cele mai mari încasări la box-office-ul românesc din 2019. Filmul a fost vizionat de 260.531 de spectatori și a avut încasări totale de 5.094.311 lei.